# Darkness Falls (2003)
Darkness Falls is een Amerikaans-Australische horrorfilm uit 2003 onder regie van Jonathan Liebesman.

## Verhaal

### Intro
In het plaatsje Darkness Falls woonde 150 jaar geleden een vrouwtje genaamd Matilda Dixon. Als kinderen een melktand verloren, mochten ze die naar haar toebrengen, waarna zij er een gouden muntje voor gaf. Dit bezorgde haar de bijnaam 'de tandenfee'. Dixon raakte op zeker moment alleen gewond in een brand, waardoor haar gezicht ernstig verbrandde. Om haar verminkingen te verbergen, ging ze een masker van porselein dragen. Haar verwondingen maakten haar bovendien ernstig overgevoelig voor licht, waardoor ze na de brand alleen nog 's nachts naar buiten ging.
Ouders vonden het maar niets dat kun kinderen zo gek waren op het eigenaardige vrouwtje. Toen op een dag twee kinderen vermist werden, gaven ze Dixon hier onmiddellijk de schuld van. De bewoners van Darkness Falls hingen haar vervolgens op. Vlak voor Dixon stierf, zwoer ze wraak te nemen op de bewoners van het plaatsje. De vermiste kinderen doken de volgende dag ongeschonden op. Dixon was onschuldig.
In de jaren na het voorval ontstond in Darkness Falls de legende van Matilda Dixon. Haar geest zou sinds haar dood rondwaren en 's nachts langskomen bij kinderen die net hun laatste melktand hebben verloren, om die om te ruilen voor een gouden muntje. Het is alleen zaak om daarbij niet naar haar te gluren, want iedereen die een blik op haar misvormde uiterlijk werpt wordt vroeg of laat door haar te grazen genomen.

### Proloog
Kyle Walsh wisselt zijn laatste melktand en legt die 's avonds op zijn nachtkastje. Als hij die nacht gestommel op zijn kamer hoort, ontdekt hij dat de legende van Matilda Dixon niet zomaar een verhaaltje is. Hij vlucht de gang op, waar zijn moeder hem opvangt, gealarmeerd door zijn geschreeuw. Ze gaat naar zijn kamer om hem ervan te verzekeren dat daar niets is. Dixon vermoordt haar daar voor zijn ogen. Walsh sluit zich vervolgens op in de felverlichte badkamer, waar Dixon hem niet kan bereiken. Politieagenten brengen hem de volgende morgen naar een psychiatrisch ziekenhuis, omdat ze denken dat Walsh het verhaal verzint en zelf zijn moeder heeft omgebracht.

### Plot
Twaalf jaar na de moord op Walsh' moeder, weigert Michael Greene pertinent om in het donker te slapen. Hij heeft pas zijn laatste melktand gewisseld en is panisch bang dat Matilda Dixon hem vermoordt als ze daar de kans voor krijgt. Hij zegt haar gezien te hebben, maar niemand gelooft hem. Doktoren weten zich geen raad met de jongen. Greenes oudere zus Caitlin herinnert zich de geschiedenis rondom Kyle Walsh, op wie ze vroeger een oogje had. Ze belt hem op om over haar broertje te vertellen en te vragen of hij kan helpen. Walsh blijkt negen jaar te hebben doorgebracht in het psychiatrisch ziekenhuis. Inmiddels is hij vrij, maar hij leeft afgezonderd. Hij slikt verschillende soorten medicatie, gaat nergens heen zonder zijn tas vol zaklampen en is er nog steeds van overtuigd dat Dixon op haar kans wacht om hem te vermoorden.
Walsh reist af naar Darkness Falls. Hij weigert in eerste instantie zijn handen te branden aan de zaak van Michael en weer voor gek te worden versleten. 's Avonds voor de dorpsbar valt Ray Winchester hem aan. Die kent Walsh nog van vroeger en ziet hem als gestoorde moordenaar. Tijdens de worsteling belanden de twee in het donker, waardoor Dixon kans ziet de aanval op Walsh in te zetten. Ze krijgt hem niet te pakken, maar Winchester ziet haar nu ook. Daarom doodt ze hem. Walsh wordt opnieuw verdacht van moord en in de cel gezet. Caitlins vriend Larry Fleishman betaalt daarop zijn borg en probeert Walsh daarna Darkness Falls uit te brengen, weg van Caitlin. Onderweg vertelt hij hem over de plannen die de artsen van Michael met de jongen hebben. Ze willen hem in een donkere ruimte tijdelijk al zijn zintuiglijke waarnemingen ontnemen, hem zo confronteren met zijn angsten en hem daar zo overheen helpen.
Zodra Fleishman even een onverlicht stuk weg oprijdt, valt Dixon de wagen aan aan. Hierbij krijgt ze Walsh niet, maar Fleishman wel te pakken. Walsh draait de auto om en zet koers naar het ziekenhuis. Hij voorkomt nog net dat de artsen Michael in het donker plaatsen. De bewoners van Darkness Falls denken nog steeds dat Walsh gek is. Ze lachen zijn adviezen om in het licht te blijven weg. Een grote stroomstoring brengt ze op andere gedachten. Alle lichten in Darkness Falls vallen uit, waardoor Dixon vrij spel heeft. Tijdens haar aanvallen, zien tal van mensen haar, waardoor ook zij mikpunten van haar moordlust worden. Walsh bereikt samen met Caitlin, Michael en agent Matt Henry de lokale vuurtoren.
Terwijl Walsh en Henry de verlichting van de vuurtoren proberen op te starten, neemt Dixon de agent te grazen. Walsh haast zich naar Caitlin en haar broertje, die zich in de kamer van de grote lamp bevinden. Daar krijgt Dixon hem te pakken. Ze tilt hem de lucht in, maar raakt verblind door het licht van de vuurtorenlamp die opstart. Walsh maakt gebruik van de situatie en slaat haar porseleinen masker van haar gezicht. De blootstelling van haar gezicht aan het felle licht, doet Dixon kronkelen van de pijn. Ze heeft Walsh nog maar aan één arm beet. Die steekt de mouw van zijn andere arm in brand in de vuurtorenlamp en steekt vervolgens Dixon aan. Ze gaat ten onder in een grote bal van vuur. Walsh, Caitlin en Michael hebben het gered.

### Epiloog
Een jongen in Darkness Falls legt zijn laatste gewisselde melktand op zijn nachtkastje. In het donker nadert een gestalte hem. Het blijkt zijn moeder, die zijn tand pakt en die onder zijn kussen lijkt te leggen. Zonder dat hij het merkt, ruilt ze zijn tand om voor een muntje.

## Rolverdeling
- Chaney Kley - Kyle Walsh
- Emma Caulfield - Caitlin Greene
- Lee Cormie - Michael Greene
- Grant Piro - Larry Fleishman
- Sullivan Stapleton - Agent Matt Henry
- Steve Mouzakis - Dr. Peter Murphy
- Peter Curtin - Dr. Travis
- Kestie Morassi - Verpleegster Lauren
- Jenny Lovell - Verpleegster Alexandra
- John Stanton - Captain Thomas Henry
- Angus Sampson - Raymond 'Ray' Winchester
- Charlotte Rees - Marie Winchester
- Joshua Anderson - Kyle Walsh (als kind)
- Emily Browning - Caitlin Greene (als kind)
- Rebecca McCauley - Margaret Walsh
- Andrew Bayly - Agent Andy Batten

## Trivia
De vuurtoren is in werkelijkheid de Split Point Lighthouse en staat in Aireys Inlet in Victoria, Australië. De vuurtoren werd in de jaren '80 en '90 wereldberoemd door de Australische jeugdserie Round the Twist.